# Elysius hampsoni
Elysius hampsoni là một loài bướm đêm thuộc phân họ Arctiinae, họ Erebidae.